# 伊拉克國家博物館
伊拉克國家博物館（阿拉伯語：المتحف العراقي，英語：National Museum of Iraq 或 Iraq Museum）位于伊拉克巴格达89HP+62J,（Baghdad, Baghdad Governorate）是一間位於伊拉克巴格達的博物館。收藏品主要爲美索不達米亞文明的遺物，當中有數以千計的物品在2003年伊拉克戰爭中遭到搶掠；2009年2月23日，伊拉克總理努里·馬利基（Nouri al-Maliki）將博物館重開一天，但當時仍然有半數失物下落不明。包括聯合國在內，有多過12個國家幫助伊拉克把它擴建。

## 創建
伊拉克國家博物館是由英國遊客兼作家格特魯德·貝爾（Gertrude Bell）所創立，並在她去世前不久即1926年開始運作。它原本的名稱是巴格達考古博物館（Baghdad Archaeological Museum）。

## 近年歷史

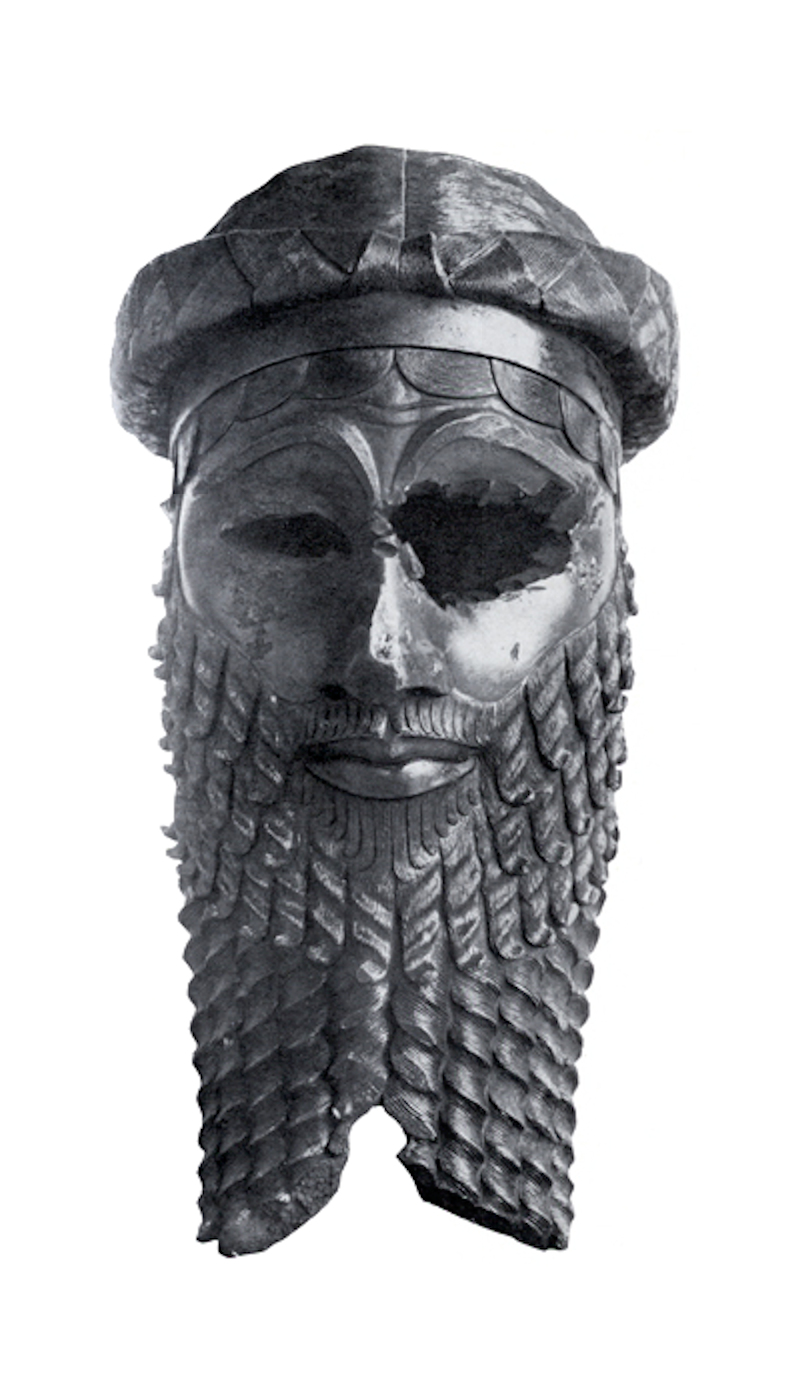
'薩爾貢面具'，2250BC，在2003年美伊戰爭中被毀

1991年波斯灣戰爭時，博物館恐怕受到美國空襲而關閉，直至2000年4月28日薩達姆·侯賽因（Saddam Hussein）的生日才再開放。
2003年伊拉克戰爭開始前數個月，有許多文物專家，包括美國文化政策理事會（American Council for Cultural Policy）的代表在內，都請求美國五角大樓（The Pentagon）和英國政府保護博物館不受戰鬥及搶掠影響。雖然美國和英國並未作出任何承諾，但美國軍方亦沒有轟炸博物館所在之處。
2015年2月28日，本館重新開放。

## 收藏品
由於擁有美索不達米亞文明的遺物和珍品，其收藏是世界上最重要的收藏之一。英國和博物館（及伊拉克）之間的連繫代表了展覽會必定會用英語和阿拉伯語介紹展品。博物館把有超過5000年悠久歷史的美索不達米亞文明所留下來的而又重要的手工藝品分佈在28間展覽室和地下室供遊人參觀。

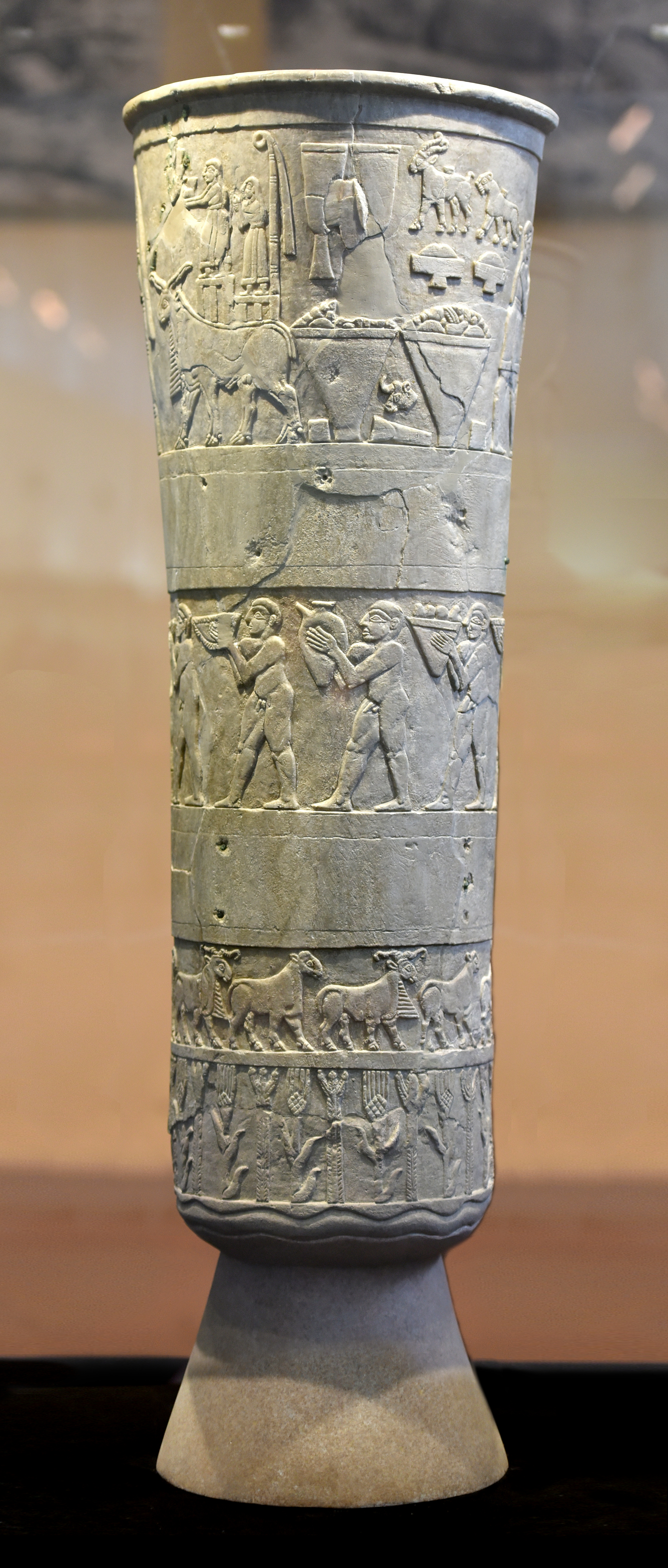
瓦爾卡瓶，3200BC
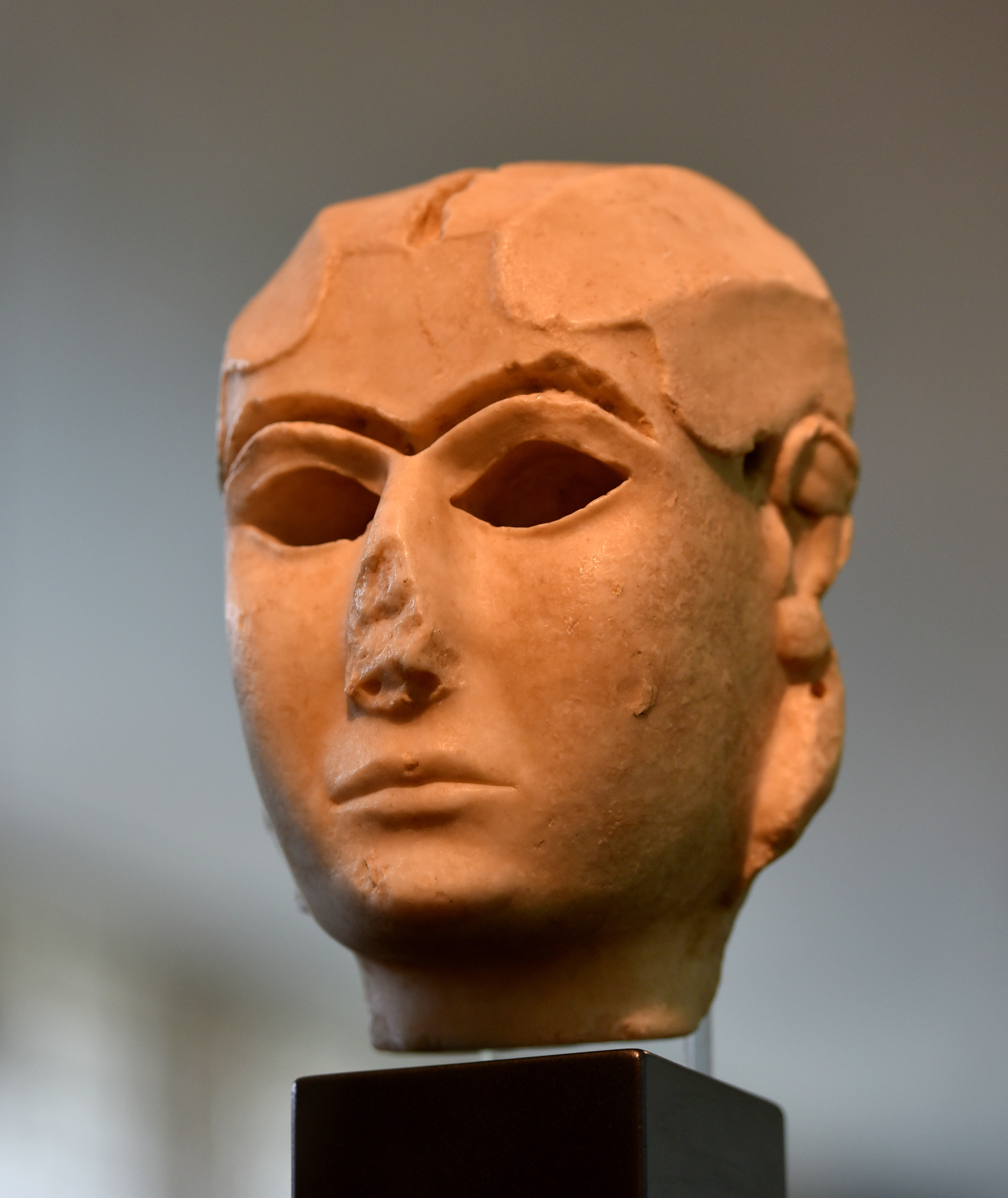
瓦爾卡面具，3100BC
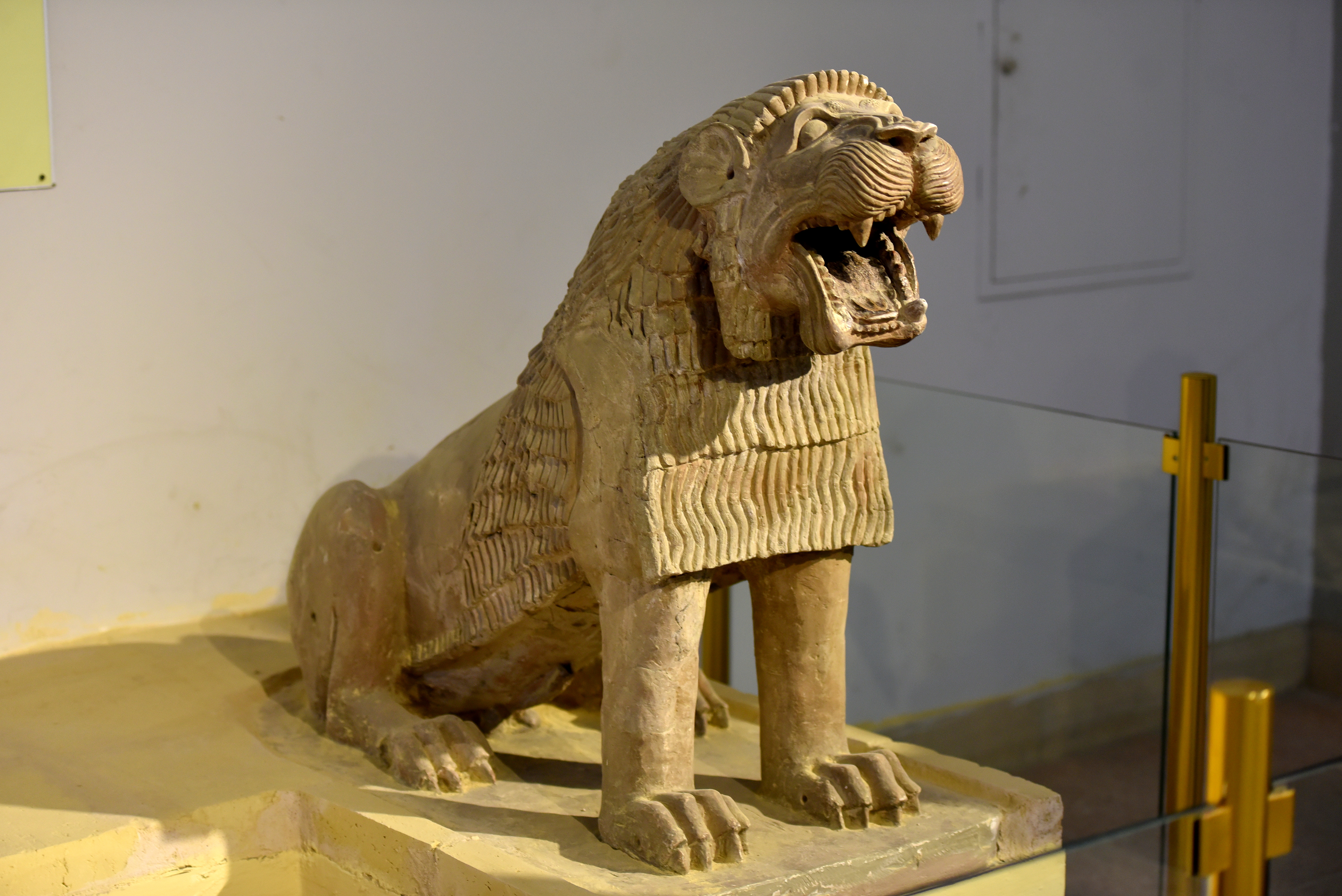
陶土獅子像
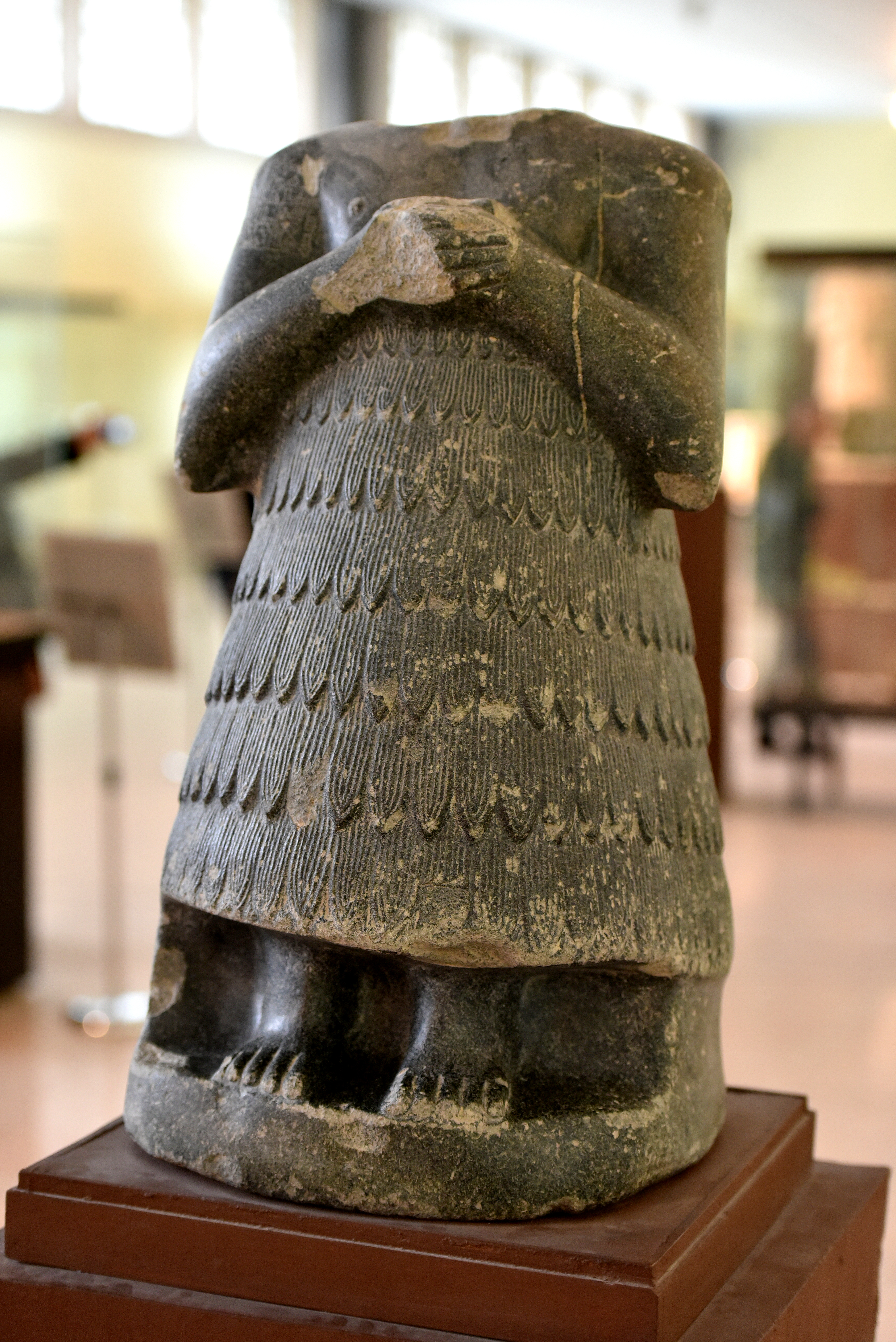
恩特梅纳像，2400BC
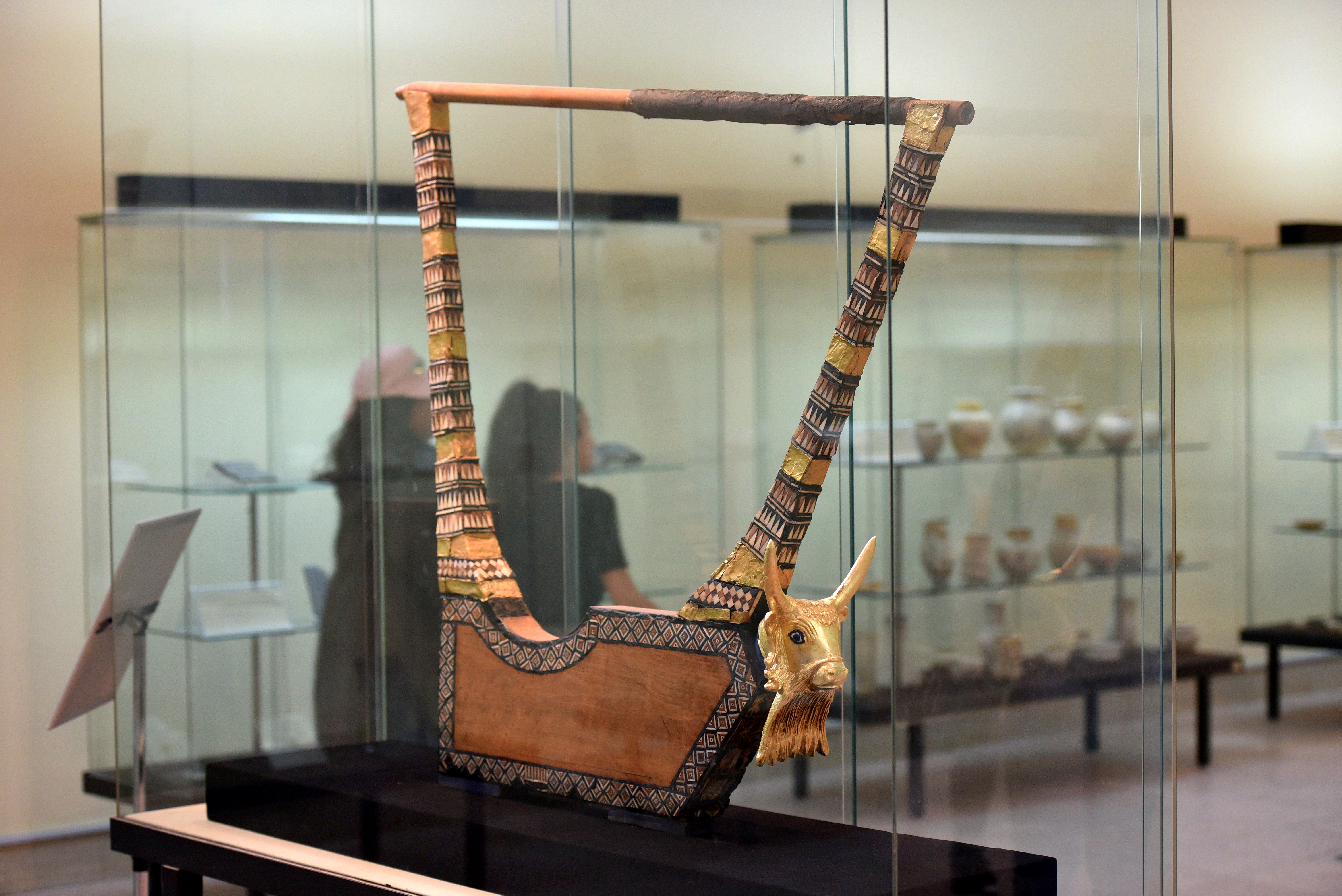
烏爾金里拉琴
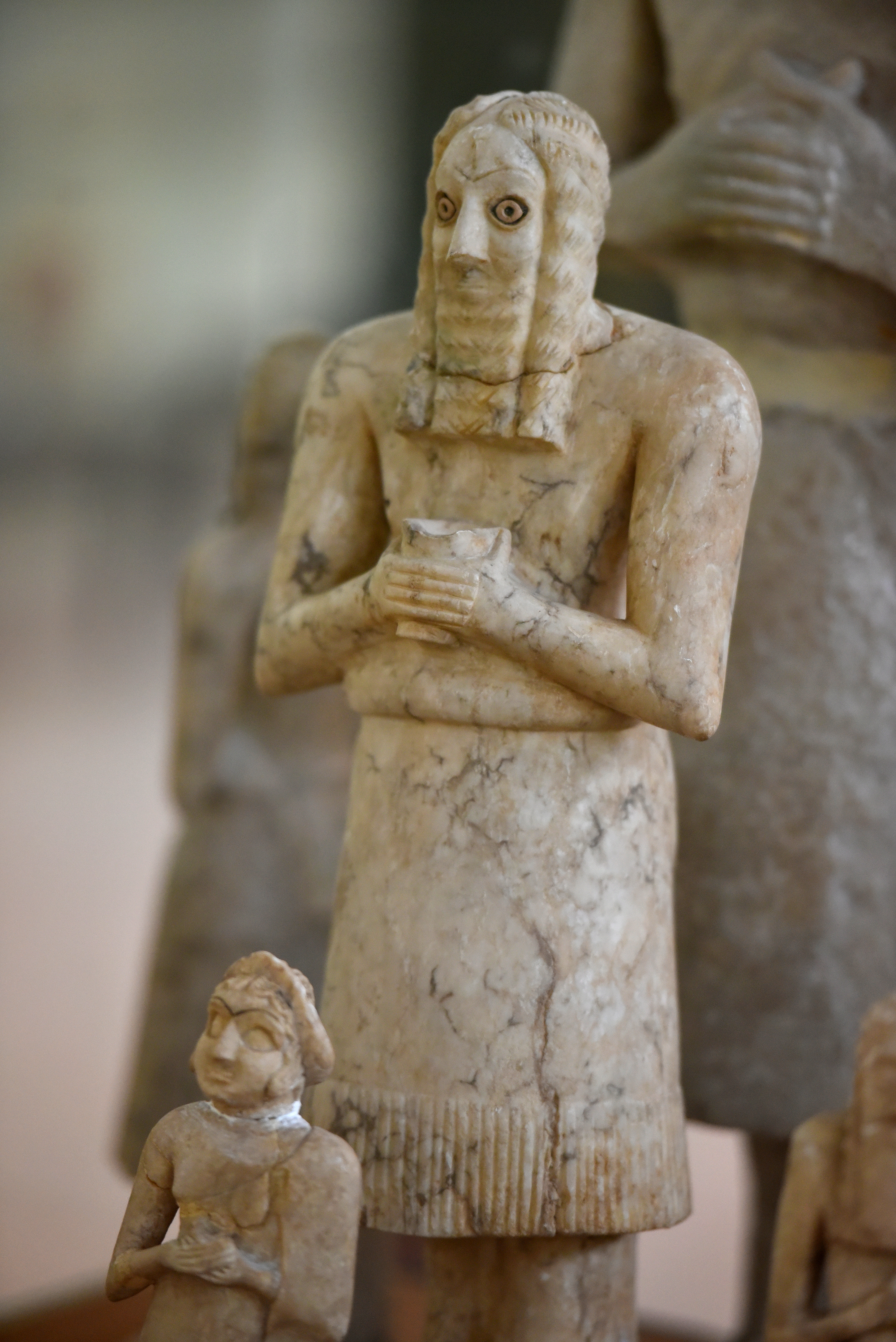
Khafajah的蘇美爾崇拜者
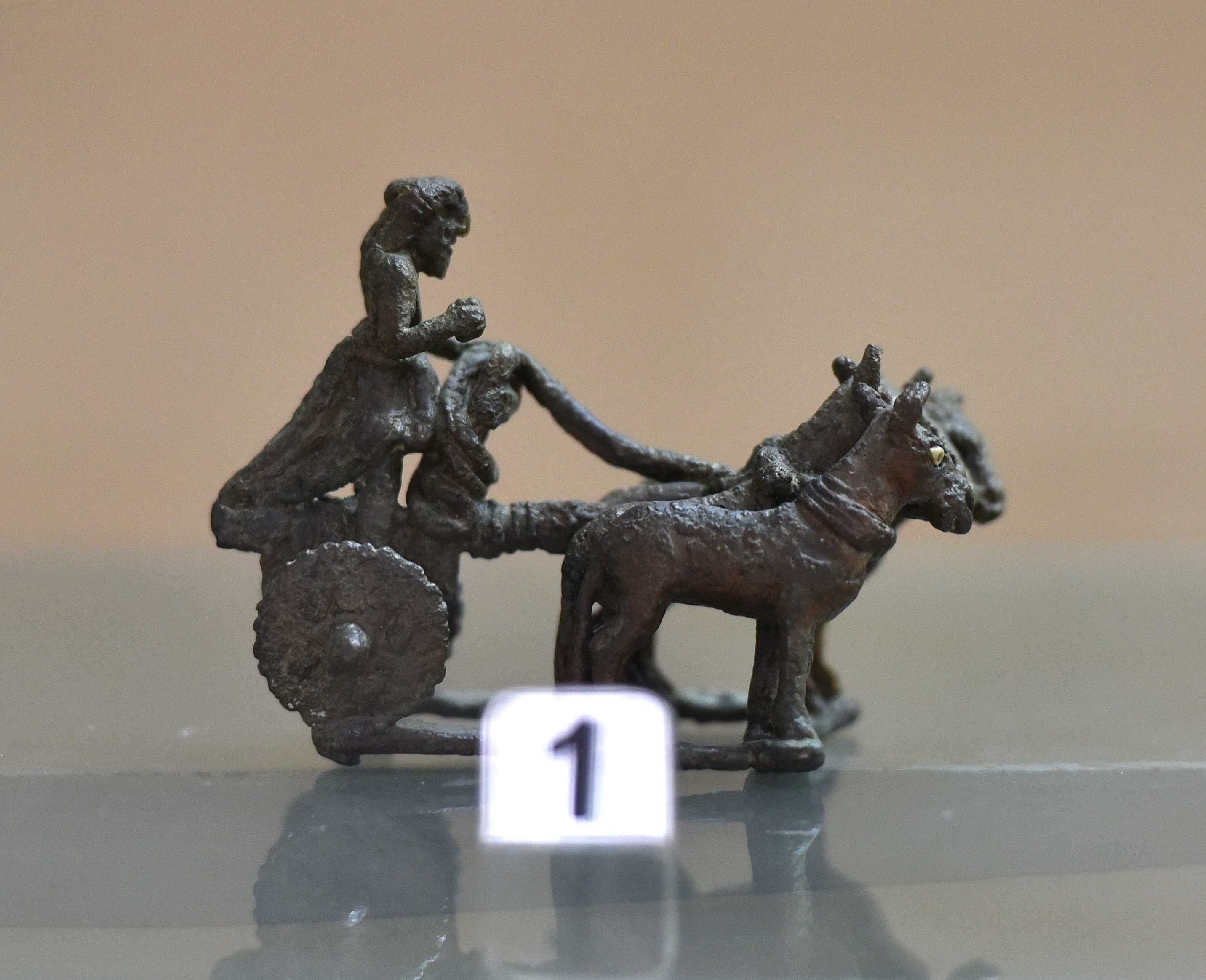
Tell Agrab出土的駟馬戰車銅像，2600-2370 BCE.

## 外部連結
- 伊拉克國家博物館網站
- Lost Treasures from Iraq（页面存档备份，存于） 美國芝加哥大學東方研究所關於伊拉克的網頁
- The Iraq War & Archaeology（页面存档备份，存于）
- Media blamed for exaggerating loss of antiquities （页面存档备份，存于）
- Bogdanos, Matthew. The Casualties of War: The Truth about the Iraq Museum American Journal of Archaeology, 109, 3 (July 2005)
- Bogdanos, Matthew. Thieves of Baghdad - and of the World's Cultural Property
- The Single Backpack Theory. （页面存档备份，存于）
- Rothfield, Lawrence. The Rape of Mesopotamia: Behind the Looting of the Iraq Museum, excerpt（页面存档备份，存于）

33°19′39″N 44°23′04″E / 33.3276°N 44.38454°E